# Potok Prochowy
Potok Prochowy (Potok Świeżej Wody, Potok Ewy) – potok, lewostronny dopływ Potoku Oliwskiego.
Potok spływa ze wzgórz morenowych Trójmiejskiego Parku Krajobrazowego. Jego źródła znajdują się w Gdańsku na obszarze rezerwatu Źródliska w Dolinie Ewy (Lasy Oliwskie). Przepływa przez "Dolinę Świeżej Wody" (zwaną też "Doliną Ewy"), Prochowy Młyn, teren Gdańskiego Ogrodu Zoologicznego i uchodzi do Potoku Oliwskiego na granicy Doliny Powagi i Doliny Schwabego, w bezpośrednim sąsiedztwie kuźni wodnej w Oliwie. Nazwa pochodzi od funkcjonującego nad potokiem młyna prochowego Pulvermühle.